# Лукьяново (Калужская область)
Лукьяново — деревня в Малоярославецком муниципальном районе Калужской области. Входит в сельское поселение «Село Кудиново». Находится на реке Лужа и её притоке Слободе.

## История
В 1678 году Лукьяново относилась к Лужецкому стану Боровского уезда. В то время оно называлось сельцо Лукьянищево [как?]
В 1872 село Лукьяново с пустошами и выделенными церковными местами Григория Алексеевича и Федора Алексеевича Замыцких, Фёдора Протасьевича Лашекова, Льва Кондратьевича Шишкина. В селе деревянная церковь Параскевы Пятницы.
Во время боёв на Ильинском рубеже в октябре 1941 года, Фёдоровский храм в Лукьяново остался неповреждённым.

## Достопримечательности
При деревне — Фёдоровская церковь в честь Феодоровской иконы Божией Матери и кладбище.

## Население
| 2002 | 2010 |
| ---- | ---- |
| 16   | ↘12  |